# 天南影片公司
天南影片公司，是一家成立於1948年的香港電影製作公司，1971年因其最後一部電影《我永遠是你的》而被解散。

## 大全
- 金粉世家（上下集）（1948），黄岱执导[2]
- 梁山伯，祝英台（上集）（1948）
- 差利與小孩（1948）
- 女勇士（1948）
- 梁山伯，祝英台（下集）（1948）
- 終須有日龍穿鳳（1948）
- 洪熙官血濺柳家村（1949）
- 火燒紅蓮寺（1950）
- 鳳驕投水（1950）
- 黃金美人（1952）
- 水擺夷之戀（1959）
- 虎穴擒兇（1959）
- 天涯未歸人（1960）
- 鐵蹄下（1960）
- 天下父母心（1961）
- 敵後壯士血（1964）
- 新婚大血案（1965）
- 煙雨濛蒙（1965）
- 我永遠是你的（1971）
- 豪俠霍元甲（1971）